# Дом Исаковича
Дом Исаковича (дом Феликса Дерибаса) — памятник архитектуры и градостроительства местного значения, расположен в городе Одесса по адресу улица Дерибасовская, 22 (Приморский район). Двухэтажный дом в стиле ампир имеет три фасада: два на улицы Дерибасовская и Гаванная, третий — на Городской сад. На ступеньках здания памятник первому одесскому лётчику С. И. Уточкину.

## История

### До 1917 года

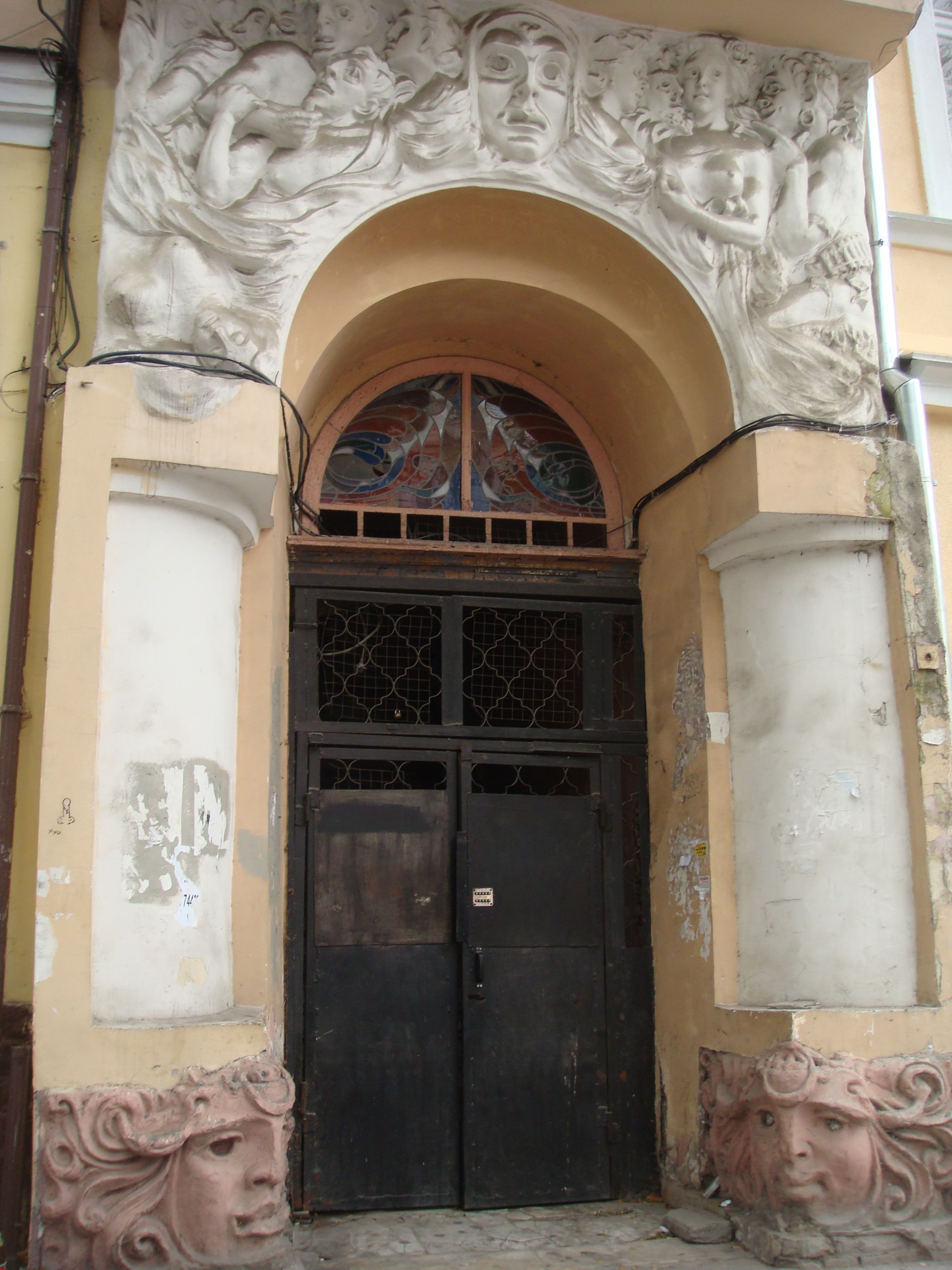
Парадный вход в здание со стороны Гава́нной улицы

С 1790-х годов и до второй половины XIX века дом принадлежал Феликсу Дерибасу, младшему брату первостроителя Одессы Иосифа Дерибаса. Уже с момента своего появления здание привлекало торговцев и ремесленников благодаря своему удачному расположению — оно было обращено на сразу на три оживлённые городские зоны. В магазине Канцлерова можно было приобрести вина и крепкие спиртные напитки, господин Шредер продавал рояли и пианино. В подвале дома Игнаций Келбасинский варил шоколад для своего магазина сладостей. В самом доме в разное время располагались кофейня Розенберга, французская кондитерская «Тиньоль» и греческая кофейня Георгия Какавулиса, одна из самых популярных в городе.
В 1880 году здание было реконструировано для торгового дома «Фрелих и Бличи» — эти фабриканты слесарных изделий и волнистых штор (т. н. жалюзи) получили за свои изделия несколько медалей на всероссийских выставках.
В 1890 году, в части дома, что выходила на Гаванную улицу, располагалась редакция газеты «Южное обозрение». Редактор газеты Николай Цакни сотрудничал со многими писателями и поэтами того времени. Именно здесь состоялось знакомство Ивана Бунина с дочерью Цакни Анной, которая впоследствии стала женой писателя.
В 1906 году архитектором Ж. Л. Гофман провёл реконструкцию дома для Самуила Исаковича, принадлежавшего к старинному караимскому роду. 
3 октября 1913 года в здании был открыт иллюзион «Кино-Уточ-Кино», который создали братья Сергея Уточкина Леонид и Николай. В 1915 году они выкупили бо́льшую часть здания, провели реконструкцию и в 1916 году «Кино-Уточ-Кино» был открыт вновь. Помимо кинопоказов, на которых могло присутствовать 339 зрителей одновременно, здесь проводили выставки.

### В советское время
В 1925 году кинотеатр был национализирован и переименован в «Красный лётчик». В позднее советское время он носил имя Маяковского. В цокольном этаже здания, выходящем на Дерибасовскую улицу, находилось кафе «Снежинка», которое приобрело популярность благодаря холодному десерту — в нём подавали мороженое, политое вареньем или посыпанное шоколадом.

### В XXI веке
В 2000 года здание было реконструировано, здесь вновь открылся кинотеатр «УточКино». В 2008 году, после принятия закона, предписывающего дублирование иностранных фильмов на украинский язык, кинотеатр был закрыт. В стенах здания разместились предприятия общественного питания.